# Rudolf Kämpfe
Pour les articles homonymes, voir Kampfe.
Le titre de cet article comprend le caractère ä. Quand ce dernier n'est pas disponible ou non désiré, le nom de l'article peut être représenté comme Rudolf Kaempfe.
Rudolf Kämpfe (10 avril 1883 à Moscou– 23 décembre 1962 à Stuttgart) est un General der Artillerie allemand qui a servi au sein de la Wehrmacht pendant la Seconde Guerre mondiale.

## Biographie
Kaempfe s'engage le 26 février 1902 comme aide de camp dans le 3e régiment d'artillerie de campagne de l'armée prussienne. Il y est promu lieutenant le 18 août 1903 et commandé pour poursuivre sa formation à l'école de tir d'artillerie de campagne de Jüterbog. À partir de 1908, il occupe le poste d'adjudant du 2e département. 

## Promotions
| Fähnrich               | 18 octobre 1902   |
| Leutnant               | 18 août 1903      |
| Oberleutnant           | 18 août 1911      |
| Hauptmann              | 8 novembre 1914   |
| Major                  | 1er mai 1925      |
| Oberstleutnant         | 1er février 1930  |
| Oberst                 | 1er février 1933  |
| Generalmajor           | 1er novembre 1935 |
| Generalleutnant        | 1er janvier 1938  |
| General der Artillerie | 1er juillet 1941  |

## Décorations
- Croix de fer (1914)
  - 2e Classe
  - 1re Classe
- Croix de chevalier de l'Ordre de la Maison Royale de Hohenzollern avec glaives
- Croix hanséatique de Hambourg
- k.u.k. Österr. Militär-Verdienstkreuz 3e Classe avec décoration de guerre
- Insigne des blessés (1914)
  - en Noir
- Croix d'honneur
- Médaille de service de la Wehrmacht 4e à 1re Classe
- Agrafe de la Croix de fer (1939)
  - 2e Classe
  - 1re Classe
- Croix allemande en Or le 19 décembre 1941 en tant que General der Artillerie et commandant du Höheres Kommando z.b.V. XXXV. Armeekorps